# Lars Korvald

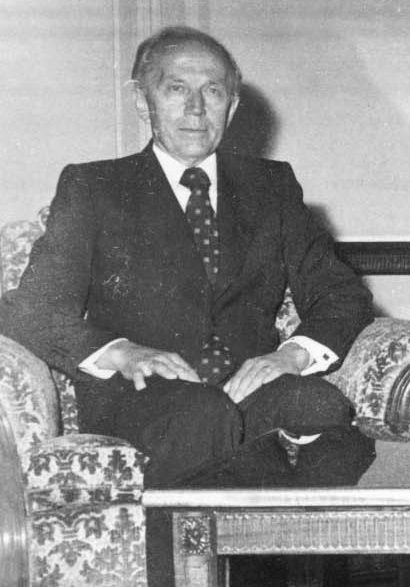
Lars Korvald (1978)

Lars Korvald (* 29. April 1916 in Mjøndalen, Drammen; † 4. Juli 2006 ebenda) war ein norwegischer Politiker der Christlichen Volkspartei, deren Vorsitzender 1967–1975 und 1977–79 sowie norwegischer Ministerpräsident von 1972 bis 1973.

## Werdegang
Korvald studierte Agrarwissenschaften an der Norwegischen Landwirtschaftshochschule (heute Universität für Umwelt- und Biowissenschaften) in Ås und arbeitete 1943–1948 als Lehrer an der Landwirtschaftsschule Tomb in Råde, Østfold. Träger der Schule war die Innere Mission der lutherischen Kirche (Det norske lutherske Indremisjonsselskap, seit 2001 Normisjon). Anschließend war er vier Jahre lang Leitender Mitarbeiter der norwegischen 4H-Organisation, um dann als Rektor nach Tomb zurückzukehren. Seit 1943 war er mit Ruth Aarny Borgersen verheiratet.
Er war in der pietistisch ausgerichteten Inneren Mission engagiert und wurde in den Bethäusern als Laienprediger sehr geschätzt. Die rhetorische Begabung beförderte auch seine Laufbahn als Politiker.

## Politik
Seit 1945 war Korvald Mitglied der Christlichen Volkspartei (KrF), ließ sich aber erst 1961 für eine Parlamentskandidatur gewinnen. Von 1961 bis 1981 saß er im Storting, gewählt im Wahlkreis Østfold. Bereits 1965 stieg er zum Fraktionsvorsitzenden auf, als sich seine Partei an der bürgerlichen Koalitionsregierung Borten beteiligte. Die Regierung zerbrach 1971 vor allem wegen grundsätzlicher Meinungsverschiedenheiten in der Europapolitik. Korvald entschied sich dabei nach längerem Zögern für die Ablehnung eines EU-Beitritts Norwegens und repräsentierte damit die Mehrheitsmeinung unter Parteimitgliedern und Delegierten. Nachdem in einer Volksabstimmung am 25. September 1972 ein Beitritt abgelehnt worden war, erhielt Korvald den Auftrag, eine neue bürgerliche Regierung zu bilden. Sie bestand aus KrF, Zentrum und Liberalen und löste am 18. Oktober 1972 die Regierung Bratteli I ab. Die Liberale Partei spaltete sich kurz darauf in der Europafrage, so dass nur noch rund ein Drittel ihrer Abgeordneten die Regierung unterstützten. Mit nur 38 von 150 Abgeordneten besaß die Regierung Korvald die schwächste parlamentarische Grundlage seit Kriegsende. Trotzdem konnte sie sich bis zum 16. Oktober 1973 im Amt halten. Sie versuchte trotz fehlender Mehrheiten politische Akzente zu setzen und führte erfolgreich Verhandlungen, die in ein Handelsabkommen mit der Europäischen Wirtschaftsgemeinschaft mündeten.
In der Wahl 1973 führte Korvald die KrF zu ihrem bis dahin besten Ergebnis. Jedoch ergab sich eine rechnerische Mehrheit aus Sozialdemokraten und Sozialisten, so dass Korvald wie für diesen Fall angekündigt seinen Rücktritt einreichte. Von 1973 bis zu seinem Abschied von der Politik 1981 war Korvald wieder Fraktionsvorsitzender. Als Parteichef trat er bereits 1975 zurück, musste jedoch seinen Nachfolger Kåre Kristiansen nach zwei Jahren vorübergehend ersetzen, nachdem es zu Spekulationen um dessen Privatleben gekommen war. In der Stortingswahl 1977 trat Korvald als Kandidat für das Amt des Ministerpräsidenten an, darin auch von der konservativen Høyre und der Zentrumspartei unterstützt. Eine bürgerliche Mehrheit im Parlament wurde jedoch knapp verfehlt.
1981 unterstützte Korvald einen Parteitagsbeschluss, der die Verschärfung des Abtreibungsgesetzes zur Voraussetzung für eine künftige Regierungsbeteiligung der KrF machte («Tønsberg-Beschluss»). Dieses Ansinnen lehnten die Konservativen ab und bildeten 1981 zunächst eine Regierung ohne die KrF (Regierung Willoch). Erst 1983 weichte die Partei ihre Position wieder auf und trat in die Regierung ein. Korvald hatte zu diesem Zeitpunkt bereits das Parlament verlassen und war von 1981 bis 1986 Fylkesmann im Fylke Østfold.
Der spätere Ministerpräsident Kjell Magne Bondevik gehörte zu Korvalds engsten Mitarbeitern.

## Schriften
- Lars Korvald (mit Aud Kvalbein): Det beste jeg vet å gi videre. En bok om kristne verdier. Lunde, Oslo 1995, ISBN 82-520-3886-7.
- Lars Korvald (mit Per Øyvind Heradstveit): Politikk og kall. Lars Korvalds memoarer. Rocon, Moss 1982, ISBN 82-990440-4-9.

## Weblink
- Kurzbiografie (norwegisch) Website des Storting, abgerufen am 3. Februar 2012